# Джон Арбур
Джон Арбур (англ. John Arbour; нар. 28 вересня 1945, Ніагара-Фоллс) — канадський хокеїст, що грав на позиції захисника.

## Ігрова кар'єра
Хокейну кар'єру розпочав 1963 року виступами за місцевий клуб «Ніагара Фоллс Флаєрс».
З 1966 по 1972 виступав у НХЛ, захищав кольори команд «Бостон Брюїнс», «Піттсбург Пінгвінс», «Ванкувер Канакс» та «Сент-Луїс Блюз». Окрім цих клубів три сезони відіграв у клубі «Оклахома Сіті Блейзерс» (ЦПХЛ).
Загалом провів 111 матчів у НХЛ, включаючи 5 ігор плей-оф Кубка Стенлі.
Після виникнення ВХА в 1972, переходить до клубу «Міннесота Файтінг Сейнтс» у складі якого проводить повних три сезони та початок сезону 1975/76, надалі продовжив виступи в складі «Денвер Сперс». Наступний сезон в якому Арбур завершив кар'єру, також відіграв у двох командах, спочатку за «Калгарі Ковбойс», а завершив у складі «Міннесота Файтінг Сейнтс».

## Статистика
| Сезон        | Клуб                           | Ліга         | Регулярний сезон | Регулярний сезон | Регулярний сезон | Регулярний сезон | Регулярний сезон | Плей-оф | Плей-оф | Плей-оф | Плей-оф | Плей-оф |
| Сезон        | Клуб                           | Ліга         | І                | Г                | П                | О                | ШХ               | І       | Г       | П       | О       | ШХ      |
| ------------ | ------------------------------ | ------------ | ---------------- | ---------------- | ---------------- | ---------------- | ---------------- | ------- | ------- | ------- | ------- | ------- |
| 1963–64      | «Ніагара Фоллс Флаєрс»         | ОХА          | 56               | 12               | 6                | 18               | 0                | —       | —       | —       | —       | —       |
| 1965–66      | «Ніагара Фоллс Флаєрс»         | ОХА          | 47               | 13               | 31               | 44               | 196              | —       | —       | —       | —       | —       |
| 1965–66      | «Бостон Брюїнс»                | НХЛ          | 2                | 0                | 0                | 0                | 0                | —       | —       | —       | —       | —       |
| 1965–66      | «Оклахома Сіті Блейзерс»       | ЦПХЛ         | 3                | 0                | 0                | 0                | 0                | 3       | 0       | 0       | 0       | 0       |
| 1966–67      | «Оклахома Сіті Блейзерс»       | ЦПХЛ         | 67               | 3                | 21               | 24               | 140              | 9       | 0       | 1       | 1       | 11      |
| 1967–68      | «Оклахома Сіті Блейзерс»       | ЦПХЛ         | 62               | 2                | 15               | 17               | 224              | 7       | 1       | 0       | 1       | 42      |
| 1967–68      | «Бостон Брюїнс»                | НХЛ          | 4                | 0                | 1                | 1                | 11               | —       | —       | —       | —       | —       |
| 1968–69      | «Балтимор Кліпперс»            | АХЛ          | 59               | 4                | 17               | 21               | 157              | 4       | 0       | 0       | 0       | 15      |
| 1968–69      | «Піттсбург Пінгвінс»           | НХЛ          | 17               | 0                | 2                | 2                | 35               | —       | —       | —       | —       | —       |
| 1969–70      | «Ванкувер Канакс»              | ЗХЛ          | 72               | 7                | 28               | 35               | 251              | 11      | 2       | 3       | 5       | 42      |
| 1970–71      | «Ванкувер Канакс»              | НХЛ          | 13               | 0                | 0                | 0                | 12               | —       | —       | —       | —       | —       |
| 1970–71      | «Сент-Луїс Блюз»               | НХЛ          | 53               | 1                | 6                | 7                | 81               | 5       | 0       | 0       | 0       | 0       |
| 1971–72      | «Денвер Сперс»                 | ЗХЛ          | 20               | 4                | 12               | 16               | 73               | —       | —       | —       | —       | —       |
| 1971–72      | «Сент-Луїс Блюз»               | НХЛ          | 17               | 0                | 0                | 0                | 10               | —       | —       | —       | —       | —       |
| 1972–73      | «Міннесота Файтінг Сейнтс»     | ВХА          | 76               | 6                | 27               | 33               | 186              | 6       | 0       | 3       | 3       | 22      |
| 1973–74      | «Міннесота Файтінг Сейнтс»     | ВХА          | 77               | 6                | 43               | 49               | 192              | 11      | 3       | 6       | 9       | 27      |
| 1974–75      | «Міннесота Файтінг Сейнтс»     | ВХА          | 70               | 12               | 43               | 55               | 67               | 12      | 0       | 6       | 6       | 23      |
| 1975–76      | «Міннесота Файтінг Сейнтс»     | ВХА          | 7                | 0                | 4                | 4                | 14               | —       | —       | —       | —       | —       |
| 1975–76      | «Денвер Сперс»/«Оттава Сівікш» | ВХА          | 35               | 2                | 13               | 15               | 49               | —       | —       | —       | —       | —       |
| 1976–77      | «Калгарі Ковбойс»              | ВХА          | 37               | 1                | 15               | 16               | 38               | —       | —       | —       | —       | —       |
| 1976–77      | «Міннесота Файтінг Сейнтс»     | ВХА          | 33               | 3                | 19               | 22               | 22               | —       | —       | —       | —       | —       |
| Усього в ВХА | Усього в ВХА                   | Усього в ВХА | 335              | 30               | 164              | 194              | 568              | 29      | 3       | 15      | 18      | 72      |
| Усього в НХЛ | Усього в НХЛ                   | Усього в НХЛ | 106              | 1                | 9                | 10               | 149              | 5       | 0       | 0       | 0       | 0       |